# Odysee
Odysee este o platformă americană de partajare video descentralizată, construită pe blockchain-ul LBRY. Se poziționează ca o alternativă la principalele site-uri de partajare a videoclipurilor (cum ar fi YouTube), dar cu accent pe libertatea de exprimare și descentralizare.
Platforma permite utilizatorilor să încarce, să partajeze și să monetizeze videoclipuri prin criptomonedă, menținând în același timp permanența conținutului printr-o rețea peer-to-peer.

## Istorie
Site-ul a fost fondat în 2020 de Julian Chandra. În iunie 2024, a fost achiziționat de Forward Research. Achiziția vine după ce fosta companie-mamă a lui Odysee, LBRY, a pierdut un caz cu Comisia pentru Valori Mobiliare și Schimb din SUA în iulie 2023.